# 銅營養
銅是大多數動物的組成成分和必須的營養素，銅缺乏可導致生長和代謝的紊亂。一個多世紀以來，已知銅是呼吸色素的必須成分，並在越來越多的蛋白質和酶中檢測到。1847年Harless就指出軟體動物內的銅具有重要作用；1878年Frederig首先從章魚血內蛋白質複合物中將銅分離出來，並將這種含銅蛋白質命名為銅藍蛋白；1928年Hart報告銅為哺乳動物的必須元素，大約與此同時，在家養的動物中確認出現銅缺乏病－背部凹陷和腹瀉；1984年報告了營養不良嬰兒的銅缺乏症。以後，一些研究工作者又敘述了各種情況的銅缺乏症，於是銅對健康的意義受到越來越多的重視。

## 人體含量與分佈
正常人體內含銅100-200毫克，約50%-70%存在肌肉及骨骼，20%存在肝臟，5％-10％分佈於血液。
從食物吸收的銅進入肝門靜脈，在血漿中銅與白蛋白形成鬆散的結合，運送至肝臟內儲存與供體內利用。肝中合成原血漿銅藍蛋白，與銅牢固結合形成血漿銅藍蛋白，約佔成人血漿銅的95%，釋入血漿運送全身。

## 建議攝取量(RDA)與上限攝取量(UL)
美國2001年「膳食營養素參考攝取量」中對銅的「每日建議攝取量」參見下表：
| 年齡      | 性別     | RDA(毫克 / 天) |
| 1~3歲     | 男、女   | 0.34           |
| 4~8歲     | 男、女   | 0.44           |
| 9~13歲    | 男、女   | 0.70           |
| 14~18歲   | 男、女   | 0.89           |
| 19歲~70歲 | 男、女   | 0.90           |
| 70歲以上  | 男、女   | 0.90           |
| 14~50歲   | 懷孕女性 | 1.0            |
| 14~50歲   | 哺乳女性 | 1.3            |

成人每日銅「上限攝取量」是10毫克。
以美國為例，成人每天銅平均攝取量約1.0至1.6毫克。食物中以動物肝臟含銅量為最多，另外龍蝦、牡蠣、大豆也富含銅，請參見食物含銅量表。
另外，食用含有豐富銅的食物時應避免食用任何牛奶或雞蛋中的蛋白質，因為他們會阻止銅的吸收。
正常健康的成年人應吸收的銅為0.9毫克/天。而專業研究指出，若由於鋅和銅的互相拮抗而造成銅缺乏，建議的銅食用量為3.0毫克/天。

## 消化與吸收
銅進入人體後，首先是由小腸吸收，再運送到肝臟。
銅在食物中主要以二價形式，和一些有機物形成複合物，例如：蛋白質與胺基酸等。這些複合物經過胃時，胃蛋白酶分解蛋白質，胃酸會促進銅離子的溶解，於通過小腸時在十二指腸中吸收。主要吸收方式有三：
- 被動運輸，穿過小腸絨毛的細胞膜進入小腸細胞；
- 銅運輸蛋白（hCtr human copper transport protein），以主動運輸將銅離子運到小腸細胞內；
- 銅-胺基酸複合物經由胺基酸運送蛋白（amino acid transporters），和胺基酸一起進入小腸細胞。

一般說來，人體的銅吸收效率約為50%。但其真實的吸收率會隨著每日的銅攝取量而有所不同。當每日攝取量大於5毫克時，大約只有20%的銅被吸收；當每日攝取量小於1毫克，小腸的銅吸收率就可能高達75%。食物成分可以增進或抑制銅的吸收，增進的成分可以和銅結合而增加銅的溶解度；抑制的成分有不同的作用機制，例如：維他命C會將二價銅離子還原成不易吸收的亞銅離子(Cu+)，鋅會和銅拮抗因而降低銅的吸收。
食物中影響銅吸收的物質，可分為增進吸收和抑制吸收兩種：
- 增進物質：檸檬酸、胺基酸、乳酸、蘋果酸等有機酸類。
- 抑制物質：鋅、鐵、鉬、鈣、磷、植酸和維他命C等。

在消化道中，鋅和銅的吸收會互相競爭，其中一種礦物的食用過度可能會導致缺乏另一種。

## 生化功能與含銅酵素
銅是重要的輔因子，這是由於銅的三個化學特色：銅離子能有效與有機分子結合；一價銅離子可提供Π鍵給氧和一氧化碳；銅離子的大小、立體化學特性適合氧化還原電位在+0.2~+0.8毫伏特(mV)。

### 血漿銅藍蛋白
血漿銅藍蛋白存在血漿中，為醣蛋白，負責血液中銅離子的運輸，也稱為亞鐵氧化酶，負責將亞鐵離子(Fe2+)轉變成鐵離子(Fe3+)，使肝臟儲存之鐵釋出供造血組織利用；缺乏時造成肝鐵堆積；酵素作用過程血漿銅藍蛋白上的二價銅離子還原成一價。
“銅藍”此名稱來自於他們配體與金屬的電荷轉移（電荷轉移）的吸收帶約600奈米，因而產生的強烈的藍色光。

### 超氧化物歧化酶
超氧化物歧化酶能使超氧陰離子（O2−和氫離子反應，轉成氧氣和過氧化氫，降低超氧化物自由基對身體的傷害。二價銅離子和鋅離子結合在組氨酸和天冬氨酸的側基，做為該酵素的活化位。

### 細胞色素氧化酶
細胞色素氧化酶是細胞色素（Cytochrome）位於粒線體的內膜上，主要負責功能是在電子傳遞鏈的最後步驟，將電子傳遞給氧而生成水。整個電子傳遞鏈過程會使粒線體基質的氫離子累積，推動ATP幫浦（ATP pump），產生ATP。每個酵素分子中有三個銅原子，其中兩個銅在一個次體上負責電子轉移；另一個銅則位於另一個次體，負責將氧氣還原成水。

### 普恩蛋白
普恩蛋白上有一段高度保守性胺基酸序列，對二價銅離子具有高度選擇性。正常的普恩蛋白是一種抗氧化劑，與銅結合時，具有超氧化物歧化酶的功能。正常的普恩蛋白(PrPC)是細胞所需的蛋白質，具有四個α-螺旋狀結構，一旦突變為β-片狀結構，就成為惡名昭彰的羊搔癢症、狂牛症 和人類库鲁病、庫茲菲德-雅各氏症 的病原體（PrPsc），神經細胞即因失去抗氧化保護而受損。因此，銅離子和氧化的相關研究或許可做為找尋治療疾病方法的關鍵。

## 銅缺乏與過量
由於體內的銅會促進鐵的吸收，因此，銅攝取不足會導致鐵吸收缺乏而造成貧血。並且銅不足也會造成白血球異常，如嗜中性白血球減少症，以及和骨骼相關的病症如骨質疏鬆、骨質密度（BMD）下降、生長遲緩；其他缺乏症狀還有腹瀉、膽固醇濃度增加、甲狀腺疾病、脂肪代謝異常、高甘油三酯、非酒精性肝炎(non-alcoholic steatohepatitis，NASH)、脂肪肝疾病以及缺乏黑色素和多巴胺的合成而導致的心理和情緒問題(例如抑鬱症)以及曬傷等等。銅攝取不足的最常見原因為鋅攝取過多。銅與鋅的在腸道中的吸收互相拮抗，腎臟或腸道疾病也可能造成銅離子的流失。
銅過量（一天超過64毫克）會中毒，症狀包括反胃、噁心、嘔吐、腹瀉。其它嚴重症狀包含血尿、黃疸、寡尿。銅攝入量超過正常攝取量1000倍則有致命的風險。不過銅中毒的病例很罕見。
此外，研究發現，精神疾病如精神分裂症患者體內的銅量在其體內系統中較一般人高。然而在這一階段，對於是否銅過量易於造成精神疾病；不論是身體企圖存儲更多的銅而導致生病，還是大量的的銅造成精神疾病的產生，依舊是未知的。
有美国化学学会的一項研究顯示家居的銅製水管中的殘餘物可能會導致50歲以上的人士患上阿茲海默病或心臟病。也有研究人員認為在生育年齡後，體內銅所造成的血中活性氧化物質及所帶來的氧化壓力與老化過程及老年疾病有關。

## 與其他營養素的關聯
銅與鋅相互之間有拮抗作用，鋅會降低銅的吸收，如果每天鋅的攝取量從18.5至300毫克時會導致銅缺乏症。大量攝取鐵會干擾嬰兒及孩童對銅的吸收程度。銅與鐵代謝密切相關，影響人體對鐵的吸收、運輸以及利用。肝臟儲存的鐵釋放需經血漿銅藍蛋白的氧化作用，由Fe2+→Fe3+後，才能與血漿中的運鐵蛋白結合，運送到骨髓、肝臟及全身組織。缺銅會導致貧血。

## 遺傳性相關疾病

### 威爾森氏症
威爾森氏症是一種體內銅累積過量的遺傳性疾病，主因為第13號染色體上的ATP7B基因突變，至今已發現兩百多種的突變型式，平均約100人中就有一人帶有一個此病症的隱性基因。ATP7B基因產物P型ATP7B酶（P-type ATPase7B）是一種細胞膜上的運銅（Cu2+ transporting）蛋白質，缺乏或不正常時，肝臟無法將過多的銅藉由膽汁經腸道排出體外，而使得銅在肝臟、腎臟和大腦等器官中堆積，影響器官的正常功能。銅累積在眼角膜因會出現金黃或淺綠色的環帶，稱為角膜色素環（或称K-F環或眼睛克氏環）。神經系統受傷害可能造成協調性變差、不自主顫抖、構音障礙等症狀；肝臟和腎臟受傷害則會導致黃疸、脂肪肝、肝硬化、肝功能衰竭、腎臟功能異常等等。
治療威爾森氏症必須避免含銅量高的食物，以及服用藥物，患者必須終其一生注意飲食與服用藥物。美國食品藥物管理局認可的最新藥物是醋酸鋅（Galzin™），鋅能減少腸道對銅的吸收，且幾無副作用。其他治療藥物還有銅鰲合劑、青黴胺（Cuprimine） 和三乙烯四胺（或稱為三亞乙基四胺，Syprine），都是透過與銅鍵結來加速其排除的螯合劑。

### 緬克斯症候群
緬克斯症候群 是一種銅代謝異常而造成細胞內銅缺乏的遺傳性疾病。因是性聯遺傳 疾病，所以大多數患者為男性。基因缺陷導致使小腸細胞無法將吸收的銅分泌至血液中，造成血銅過低，進而使體內細胞無法獲取充足的銅，最後使多種含銅酵素無法發揮正常功能。症狀包含頭髮不正常扭曲及顏色變淡、骨骼易骨折、皮膚出現色素斑以及大腦和小腦退化、萎縮等等。
早期治療方法是從靜脈注射組胺酸銅（copper histidine） 以補充腸道吸收之不足。研究顯示，兩個月以下的患者接受此治療有助於延緩神經症狀的惡化，可望改善症狀並延長生命。患者在接受組胺酸銅補充兩到三星期後，血銅濃度可以達到正常範圍內。

## 毒性
由於實驗大老鼠半數致死劑量為30毫克/千克，數量級在克以上的硫酸銅對人類可能是致命的。人類飲用水中，銅的安全級別會因為來源的不同而異，但往往是介於0.15至0.20毫克/升之間。成年人的膳食中銅的直接還原鐵可耐受最高攝入水平是10毫克/天。至於毒性，銅會抑制dihydrophil hydratase這種參與造血的酵素。
以熟銅炊具食用酸的食物可能發生銅中毒；而使用銅炊具將牛奶煮沸和兒童的肝硬化疾病（印度兒童性肝硬化）有關。
銅中毒的症狀和砷中毒非常地相似，一般為痙攣，麻痺，以及麻痺，銅中毒致命的可能。
懷疑銅中毒時，牛奶或蛋清中的卵清蛋白是最容易獲得且可減輕症狀的物品，另外，銅中毒時不應饮用食醋。發炎症狀和緊張則可以接受一般的治療。
銅的毒性一部份來自於其改變氧化態，接受和捐贈單電子的能力。這會催化生產出非常激烈的離子反應，如羥自由基的方式類似於芬頓化學(Fenton chemistry)。這種銅的催化活性，被和與 unsequestered 以及 unmediated 有關聯的酵素所使用。這種無媒介的易反應的自由基的增加通常稱為氧化應激(oxidative stress)，是一個在各種疾病領域中銅比其急性的毒性所佔的更重要的研究地位。

## 雜項
銅為金屬粉末時，有引發火災的危險性。在洗滌水中的濃度高於1毫克/升時，銅可以染色衣服和物品。

### 引用
1. ↑  .   [2007-12-08]. （原始内容存档于2007-07-01）.
2. ↑  .   [2007-12-08]. （原始内容存档于2014-07-21）.
3. ↑  .   [2007-12-08]. （原始内容存档于2010-09-26）.
4. ↑  .   [2007-12-08]. （原始内容存档于2007-12-08）.
5. ↑  .   [2007-12-08]. （原始内容存档于2007-12-08）.
6. ↑  .   [2020-10-13]. （原始内容存档于2021-04-29）.
7. ↑  .   [2007-12-08]. （原始内容存档于2012-07-16）.
8. ↑  .   [2007-12-08]. （原始内容存档于2007-12-22）.
9. ↑  . 頭條日報. 2011-01-22  [2011-01-25]. （原始内容存档于2019-07-01）.
10. ↑  Brewer, GJ. . Experimental Biology and Medicine. 2007, 232 (2): 323–235  [2011-01-25]. （原始内容存档于2019-12-03）.
11. ↑  .   [2007-12-08]. （原始内容存档于2007-07-01）.
12. ↑  .   [2007-07-01]. （原始内容存档于2007-07-01）.
13. ↑  .   [2007-12-08]. （原始内容存档于2007-12-12）.
14. ↑  .   [2007-12-08]. （原始内容存档于2007-12-21）.
15. ↑  .   [2007-12-08]. （原始内容存档于2007-12-15）.
16. 1 2  .   [2007-12-08]. （原始内容存档于2007-12-18）.
17. ↑  .   [2007-12-08]. （原始内容存档于2012-08-15）.
18. ↑  <.   [2007-12-08]. （原始内容存档于2007-12-31）.
19. ↑  .   [2007-12-08]. （原始内容存档于2007-08-21）.

## 延伸閱讀
- Gropper SS, Groff JL, et al.（2009）. Advanced Nutrition and Human Metabolism, 5th ed., pp. 498–500. Wadsworth, ISBN 0-495-11657-2.
- Paul Insel, R.Elaine Turner, Don Ross 原著, 王果行、許嘉玲、黃乙芬 編譯（2007）. 《營養學》, 1st ed., 藝軒出版社, ISBN 978-957-616-905-2.

## 外部連結
- （英文）WILSON`S DISEASE ASSOCIATION INTERNATIONAL （页面存档备份，存于）
- （中文）威爾森氏症聯誼會
- （英文）COPPER （页面存档备份，存于）
- （英文）Mad Cow Disease （页面存档备份，存于）
- （中文）緬克斯症候群 （页面存档备份，存于）
- （英文）NIH Clinical research study （页面存档备份，存于）